# إرنست ليبيراتي
إرنست ليبيراتي (بالفرنسية: Ernest Libérati) (22 مارس 1906 – 2 يونيو 1983) لاعب كرة قدم فرنسي ذو أصول إيطالية كان يجيد اللعب في خط الهجوم . شارك مع منتخب فرنسا في بطولة كأس العالم لكرة القدم 1930 التي أقيمت في الأوروغواي .

## وصلات خارجية
- إرنست ليبيراتي على موقع الاتحاد الدولي (مؤرشف)  (الإنجليزية)
- إرنست ليبيراتي على موقع قاعدة بيانات كرة القدم.إي يو (الإنجليزية)
- إرنست ليبيراتي على موقع ناشيونال فوتبول تيمز (الإنجليزية)
- إرنست ليبيراتي على موقع عالم كرة القدم.نت (الإنجليزية)

- الاتحاد الفرنسي لكرة القدم
- ملخص مسيرته الرياضية[وصلة مكسورة]